# Solukhumbu District
Solukhumbu District er et af Nepals 75 administrative og politiske regioner, betegnet distrikter (lokalt betegnet district, zilla, jilla el. जिल्ला). Solukhumbu er et bjerg-distrikt, som ligger i Sagarmatha Zone i Eastern Development Region.
Solukhumbu areal er 3.312 km² og der boede ved folketællingen 2001 i alt 107.686 og i 2007 120.285 og i 2011 105.886 i distriktet. Distriktets politiske organ District Development Committee er sammensat gennem indirekte valg, med repræsentation fra hver af de 9-17 administrative enheder ilakaer, hvert distrikt er opdelt i. 
Solukhumbu District er endvidere opdelt i 34 udviklingskommuner (lokalt navn: Gaun Bikas Samiti (G.B.S.) el. Village Development Committee (VDC)), hvoraf byer med over 10.000 indbyggere kategoriseres som købstæder (municipalities). 
Solukhumbu District er udviklingsmæssigt – gennem anvendelse af FN og UNDP's Human Development Index – kategoriseret som nr. 30 ud af Nepals 75 distrikter.

## Eksterne links
- Kort over Solukhumbu District
- Solukhumbu District sundhedsprofil – fra FN-Nepal (på engelsk)

27°30′N 86°35′Ø / 27.5°N 86.58°Ø